# Desastres em 1960
Nesta página encontrará referências aos desastres ocorridos durante o ano de 1960.

## Fevereiro
- 25 de Fevereiro - Dois aviões chocam-se enquanto orbitavam no Aeroporto Santos Dumont, no Rio de Janeiro, caindo na Baía de Guanabara, tendo morrido 61 pessoas.
- 29 de Fevereiro - Um sismo destrói a cidade de Agadir, no Marrocos, vitimando cerca de 15 mil pessoas ou 1/3 da população local.

## Março
- 21 de Março - Massacre de Sharpeville termina com 69 mortos na África do Sul.

## Maio
- 22 de Maio - Grande Terremoto do Chile deixa 6 mil mortos.